# Eremiaphila werneri
Eremiaphila werneri är en bönsyrseart som beskrevs av Giglio-tos 1916. Eremiaphila werneri ingår i släktet Eremiaphila och familjen Eremiaphilidae. Inga underarter finns listade i Catalogue of Life.